# Jürgen Roters
Jürgen Roters, né le 15 janvier 1949 à Coesfeld, est un homme politique allemand, membre du Parti social-démocrate d'Allemagne (SPD). Il est maire de Cologne de 2009 à 2015.

## Biographie
Il a été juriste, magistrat et fonctionnaire sportif de profession. Membre du Parti social-démocrate d'Allemagne (SPD) depuis 1967, il est élu maire de Cologne (Oberbürgermeister) le 30 août 2009 et entre en fonction le 21 octobre suivant. Il ne se représente pas en 2015.